# Блуфи
Блуфи (итал. Blufi) — коммуна в Италии, располагается в регионе Сицилия, в провинции Палермо.
Население составляет 1208 человек (2008 г.), плотность населения составляет 59 чел./км². Занимает площадь 21 км². Почтовый индекс — 90020. Телефонный код — 0921.
Покровительницей коммуны почитается Пресвятая Богородица (Madonna dell’Olio), празднование 17, 18 и 19 августа.

## Демография
Динамика населения:

## Администрация коммуны
- Официальный сайт: